# Poshteh Talang
Poshteh Talang (persiska: پشته تلنگ) är en ort i Iran.   Den ligger i provinsen Hormozgan, i den sydöstra delen av landet, 1 100 km sydost om huvudstaden Teheran. Poshteh Talang ligger 47 meter över havet och antalet invånare är 245.
Terrängen runt Poshteh Talang är platt åt sydväst, men åt nordost är den kuperad. Runt Poshteh Talang är det ganska glesbefolkat, med 25 invånare per kvadratkilometer. Närmaste större samhälle är Senderk, 17,2 km öster om Poshteh Talang. Trakten runt Poshteh Talang är ofruktbar med lite eller ingen växtlighet.